# Ixonia
Ixonia is een plaats (census-designated place) in de Amerikaanse staat Wisconsin, en valt bestuurlijk gezien onder Jefferson County.

## Demografie
Bij de volkstelling in 2000 werd het aantal inwoners vastgesteld op 642.

## Geografie
Volgens het United States Census Bureau beslaat de plaats een oppervlakte van 7,7 km², geheel bestaande uit land. Ixonia ligt op ongeveer 280 m boven zeeniveau.

## Plaatsen in de nabije omgeving
De onderstaande figuur toont nabijgelegen plaatsen in een straal van 16 km rond Ixonia.